# San Juan de Arama
San Juan de Arama est une municipalité située dans le département de Meta en Colombie.